# Pure Massacre
"Pure Massacre" é um single lançado em 1995 pela banda australiana de rock Silverchair. É o segundo single do seu álbum de estreia Frogstomp, também lançado em 1995.

## Desempenho nas paradas musicais
| Parada (1995)                         | Posição |
| ------------------------------------- | ------- |
| Australian Singles Chart              | 2       |
| Canadian Rock/Alternative Chart       | 13      |
| New Zealand Singles Chart             | 2       |
| UK Singles Chart                      | 71      |
| U.S. Billboard Mainstream Rock Tracks | 12      |
| U.S. Billboard Modern Rock Tracks     | 17      |